# Hypoxestinae
Hypoxestinae – podrodzina kosarzy z podrzędu Laniatores i rodziny Assamiidae. 

## Występowanie
Przedstawiciele podrodziny występują w Afryce oraz na subkontynencie indyjskim.

## Systematyka
Podrodzina zawiera 76 opisanych gatunków zgrupowanych w 36 rodzajach:
| - Adamauna Roewer, 1935 - Adamauna maculatipes Roewer, 1935 - Bandona Roewer, 1927 - Bandona palpalis Roewer, 1927 - Bandona boninensis Gruber, 1974 - Bwitonatus Roewer, 1950 - Bwitonatus marlieri Roewer, 1950 - Cleoxestus Roewer, 1954 - Cleoxestus luteipictus Roewer, 1954 - Congonella Roewer, 1935 - Congonella frontalis Roewer, 1935 - Dicoryphus Loman, 1902 - Dicoryphus ater (Lawrence, 1962) - Dicoryphus furvus Loman, 1902 - Dicoryphus jeanneli (Roewer, 1913) - Dicoryphus melanacanthus (Loman, 1902) - Doloressus Roewer, 1935 - Doloressus cippatus Roewer, 1935 - Doloressus filipes Lawrence, 1949 - Doloressus ghesquierei (Roewer, 1950) - Doloressus palmgreni H. Kauri, 1985 - Dongila Roewer, 1927 - Dongila silvatica Roewer, 1927 - Dongila spinosa Roewer, 1927 - Findia Roewer, 1915 - Findia atrolutea Roewer, 1915 - Hypoxestinus Roewer, 1927 - Hypoxestinus frontalis Roewer, 1935 - Hypoxestinus nkogoi Roewer, 1927 - Hypoxestus Loman, 1902 - Hypoxestus bituberculatus Lawrence, 1962 - Hypoxestus coxicornis Roewer, 1940 - Hypoxestus levis Loman, 1902 - Hypoxestus patellaris (Sørensen, 1910) - Hypoxestus planus Goodnight & Goodnight, 1959 - Hypoxestus roeweri Starega, 1992 - Hypoxestus trituberculatus Lawrence, 1962 - Hypoxestus ealanus H. Kauri, 1985 - Hypoxestus glaber H. Kauri, 1985 - Hypoxestus scaphoides H. Kauri, 1985 - Leleupiolus Roewer, 1951 - Leleupiolus marmoratus Roewer, 1951 - Lossida Roewer, 1935 - Lossida rugosa Roewer, 1935 - Lossidacola Roewer, 1935 - Lossidacola pachytarsus Roewer, 1935 - Mabwella Roewer, 1952 - Mabwella trochanteralis Roewer, 1954 - Mabwella wittei Roewer, 1952 - Mecutina Roewer, 1935 - Mecutina filipes Roewer, 1935 - Mecutina moshinia Roewer, 1940 - Metasesostris Roewer, 1915 - Metasesostris armatus Roewer, 1915 | - Musola Roewer, 1927 - Musola longipes Roewer, 1927 - Nkogoa Roewer, 1927 - Nkogoa feai Roewer, 1927 - Parasesostris Roewer, 1915 - Parasesostris granulatus Roewer, 1915 - Parazalmoxis Roewer, 1913 - Parazalmoxis africana Roewer, 1913 - Passula Roewer, 1927 - Passula scabricula Roewer, 1927 - Podaucheniellus Roewer, 1927 - Podaucheniellus bipalaris Roewer, 1927 - Podauchenius Sørensen, 1896 - Podauchenius longipes Sørensen, 1896 - Randilea Roewer, 1935 - Randilea scabricula Roewer, 1935 - Rhabdopygata Roewer, 1954 - Rhabdopygata mossambica Roewer, 1954 - Rhabdopygella Roewer, 1935 - Rhabdopygella ferruginea Roewer, 1935 - Rhabdopygella laevis Roewer, 1935 - Rhabdopygus Roewer, 1912 - Rhabdopygus benoiti H. Kauri, 1985 - Rhabdopygus fuscus Roewer, 1912 - Rhabdopygus maculatus Roewer, 1935 - Rhabdopygus robustus Lawrence, 1957 - Rhabdopygus rugipalpis Roewer, 1952 - Rhabdopygus termitarum Roewer, 1951 - Scabrobunus Roewer, 1912 - Scabrobunus filipes Roewer, 1912 - Sesostranus Roewer, 1935 - Sesostranus longipes Roewer, 1950 - Sesostranus niger Roewer, 1935 - Sesostrellus Roewer, 1935 - Sesostrellus gibbosus H. Kauri, 1985 - Sesostrellus robustus Roewer, 1935 - Sesostrellus umbonatus (Roewer, 1935) - Sesostris Sørensen, 1910 - Sesostris brevipes H. Kauri, 1985 - Sesostris gracilis Sørensen, 1910 - Sesostris insulanus Roewer, 1912 - Sesostris maculatus Roewer, 1915 - Sesostris maculifer H. Kauri, 1985 - Spinixestus Roewer, 1952 - Spinixestus armatus Roewer, 1952 - Spinixestus benderanus H. Kauri, 1985 - Spinixestus leleupi H. Kauri, 1985 - Spinixestus polycuspidatus H. Kauri, 1985 - Spinixestus rufus Roewer, 1952 - Spinixestus siteteus Roewer, 1961 - Talaspus Roewer, 1935 - Talaspus spinimanus Roewer, 1935 - Tusipulla Roewer, 1935 - Tusipulla coxalis Roewer, 1935 - Viglua Roewer, 1940 - Viglua brunnipes Roewer, 1940 - Viglua machadoi Lawrence, 1949 |